# Choťánky
Choťánky (en allemand : Chotianek) est une commune du district de Nymburk, dans la région de Bohême-Centrale, en République tchèque. Sa population s'élevait à 448 habitants en 2020.

## Géographie
Choťánky se trouve à 4 km à l'est de Poděbrady, à 10 km au nord-est de Nymburk et à 53 km à l'est-nord-est de Prague.
La commune est limitée par Hrubý Jeseník au nord et au nord-est, par Nový Dvůr au sud-est, par Chleby au sud et au sud-ouest, et par Jíkev au nord-ouest-ouest.

## Histoire
La première mention écrite de la localité date de 1651.